# Gregorianska reformen
Gregorianska reformen var den kyrkoreform som på 1000-talet utgick från klostret Cluny och initierades av påven Gregorius VII.
Den gregorianska reformrörelsen innebar att kyrkan skulle skilja sig från det världsliga ledarskapet. Reformen var en reaktion på kunga- och kejsarmaktens inflytande över kyrkan under de föregående århundradena, den mynnade i investiturstriden, och den kyrkliga hierarkin underställdes enbart påven.
Påven Gregorius VII förbjöd lekmannainvestitur, som innebar att man inte kunde utnämna andra än präster till prästämbeten. Den stränga åtskillnaden mellan präster och lekmän gjorde det möjligt att bygga upp kurian som en övernationell organisation, prästerskapet ställdes under kyrklig rätt i stället för världslig.
Reformrörelsen ledde till hårda motsättningar mellan påvedömet och kejsar- eller kungamakterna. Den tyske kungen Henrik IV svarade med att avsätta påven. Gregorius VII förklarade å sin sida Henrik IV avsatt och hans undersåtar lösta från sin trohetsed.